# Odoardo
Odoardo ist eine italienische Variante des männlichen Vornamens Eduard.

## Bekannte Namensträger
- Odoardo Beccari (1843–1920), italienischer Reisender und Botaniker
- Odoardo Cibo (1619–1705), italienischer Geistlicher und Bischof
- Odoardo I. Farnese (1612–1646), Herzog von Parma und Piacenza
- Odoardo II. Farnese (1666–1693), Erbherzog von Parma und Piacenza
- Odoardo Focherini (1907–1944), italienischer Versicherungsangestellter, Publizist, Funktionär der Katholischen Aktion und Gegner des Nationalsozialismus
- Odoardo Tabacchi (1831–1905), italienischer Bildhauer